# 蓮華寺 (桃園)
25°00′14″N 121°17′54″E / 25.003804°N 121.298211°E

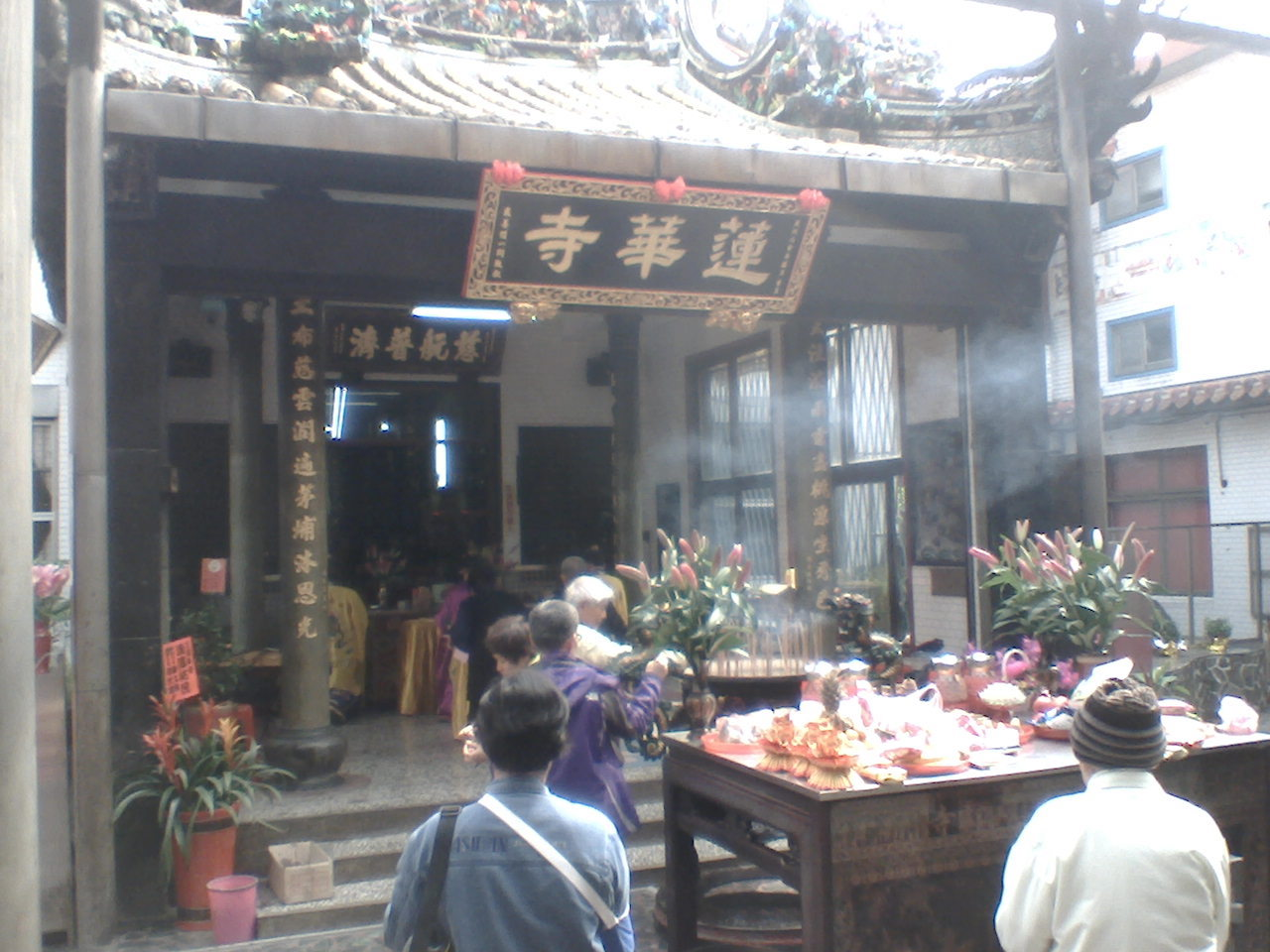
蓮華寺內殿

蓮華寺，是位於台灣桃園市桃園區慈文路的一座佛道混合寺廟，主祀觀世音菩薩。

## 歷史
1949年（民國38年），桃園地方人士為了在迎請觀音佛祖金身時，免予跋涉到龜山的嶺頂觀音亭或林口的竹林山寺，因而雕塑觀音神像安置在中埔指元堂的釋迦佛祖殿，其香火則自林口竹林山寺分出。
到了隔年，雕塑一尊神像為「二媽」，並設立觀音佛祖分區出巡制度。以原東埔、中埔、西埔、中正、永興、北門各里為單位，每六個月巡迴過爐一次。後因考量過爐過于頻繁而改為一年一次。爾後慈文里里長楊泉老捐地0.172公頃，以作為廟址之所在，並組織蓮華寺興建委員會，籌募經費，同時聘請時任桃園市公所建設課技士蔡瑞章負責設計。
1957年（民國46年）農曆12月，蓮華寺動工興建，並於1958年陰曆9月7日建成本殿。工程結束後，廟方舉辦鎮座儀式，將奉祀於指元堂之觀音神像移至現址。

## 供奉神祇
- 主祀：觀世音菩薩[1]
- 配祀：
  - 左右殿：五穀先帝、福德正神
  - 太歲殿: 太歲星君（陪祀：太陽星君、太陰星君、南斗星君、北斗星君）
  - 側殿：
    - 關聖帝君（陪祀：關平太子、周倉元帥）
    - 天上聖母（陪祀：千里眼將軍、順風耳將軍）